# 바타수나

로고

바타수나(Batasuna "인민의 통합")는 주로 스페인 북부 바스크를 중심으로 활동했던 바스크 민족주의 정당이다. 본부는 팜플로나에 있었다. 바스크의 분리 독립을 목표로 무장 투쟁을 전개하는 테러 조직 바스크 조국과 자유 (ETA) 지도하에 있는 것으로 간주되고 있었다.
2001년 창당된 이 정당은 ETA와의 연관성에 의해 "유럽연합 테러리스트 개인 및 조직 리스트"에 포함되어 있다. 이 정당은 당 간부가 테러노선을 지지하였기 때문에, 2003년 스페인 대법원에 의해 강제 해산되었다. 스페인에서의 활동이 금지된 이후에도, 바타수나는 몇몇 시위, 대중행동 및 여러 번의 파업을 조직하는 것을 이어갔다.
한편 프랑스령 바스크에서는 정당이 아닌 조직으로서 합법적 존재로 있었으나, 2013년 1월에 자체 해산하였다.